# محمدآباد (مشهد)
محمدآباد روستایی در دهستان میان ولایت بخش مرکزی شهرستان مشهد استان خراسان رضوی ایران است. بر پایه سرشماری عمومی نفوس و مسکن در سال ۱۳۹۰ جمعیت این روستا ۸۱ نفر (در ۲۴ خانوار) بوده‌است.